# Bombello
Bombello è un cognome di lingua italiana.

## Varianti
Bombelli.

## Origine e diffusione
Il cognome è tipicamente ligure.
Potrebbe avere significato "che tu sia e cresca buono e bello".